# Monsters: The Lyle and Erik Menendez Story
Monsters: The Lyle and Erik Menéndez Story és la segona temporada de la sèrie de televisió dramàtica biogràfica estatunidenca Monster, creada per Ryan Murphy i Ian Brennan per a Netflix. Aquesta temporada se centra en els assassinats del 1989 de José (Javier Bardem) i Kitty Menéndez (Chloë Sevigny), que van ser assassinats pels seus fills, Lyle (Nicholas Alexander Chavez) i Erik (Cooper Koch). S'ha subtitulat al català.
És la segona temporada de la sèrie d'antologia Monster, després de Dahmer. Després d'haver encarregat inicialment el programa el 2020 com una minisèrie, Netflix va anunciar el 2022 que l'havia renovada com a sèrie d'antologia, amb dues edicions més basades en la vida d'"altres figures monstruoses". La segona temporada, que se centra en els germans Menéndez, es va anunciar que estava en desenvolupament l'1 de maig de 2023.
Després de la seva estrena el 19 de setembre de 2024, la temporada va rebre crítiques generalment positives, que van elogiar les interpretacions, però van criticar la seva durada. Els germans Menéndez van reaccionar negativament a la seva representació a la sèrie.

## Sinopsi
Monsters: The Lyle and Erik Menéndez Story narra el cas d'aquests dos germans, els quals a la vida real, van ser condemnats a cadena perpètua sense possibilitat de libertat condicional l'any 1996 per l'assassinat dels seus pares, José i Kitty Menendez.
Si bé la fiscalia va argumentar que buscaven heretar la fortuna familiar, els dos germans van afirmar, i continua sent així, que les seves acciones es van deure a la por de continuar vivint una vida d'abús físic, emocional i sexual.

## Repartiment i personatges

### Principals
- Lyle Menéndez interpretat per Nicholas Alexander Chavez: El germà gran dels Menéndez, va matar els seus pares, juntament amb el seu germà menor Erik, van al·legar que els van matar en defensa pròpia després d'anys d'abús sexual, físic i emocional. Tot i això, van ser condemnats per assassinat en primer grau i sentenciats a cadena perpètua sense possibilitat de llibertat condicional.
- Erik Menéndez interpretat per Cooper Koch: El germà petit dels Menéndez, va matar els seus pares, juntament amb el seu germà gran Lyle, van al·legar que els van matar en defensa pròpia després d'anys d'abús sexual, físic i emocional. Tot i això, van ser condemnats per assassinat en primer grau i sentenciats a cadena perpètua sense possibilitat de llibertat condicional.
- José Menéndez interpretat per Javier Bardem: El pare d'en Lyle i Erik Menéndez. Va néixer a Cuba, era un Home de negocis, ric i poderós dins la indústria de l'entreteniment, ja que treballava com executiu de RCA Records i com a director executiu de Artisan Entertainment Live Entertainment. Se'l descriu com un pare ambiciós i controlador, el qual imposa altes expectatives en els seus fills.
- Mary Louise "Kitty" Menéndez interpretada per Chloë Sevigny: La mare de Lyle i Erik Menéndez. Lluita amb problemes de salut mental, inclosa la depressió, l'alcoholisme i l'abús de substàncies. Després dels assassinats, Lyle i Erik afirmen que Kitty havia estat còmplice del suposat abús que van sofrir per part del seu pare.
- Leslie Abramson interpretada per Ari Graynor: L'advocada defensora principal d'Erik. És una destacada advocada penalista de Los Angeles, coneguda pel seu estil tenaç i agressiu a la sala del tribunal, que se centra a presentar proves gràfiques amb detalls explícits per a recolzar les acusacions d'abús.
- Dominick Dunne interpretat per Nathan Lane: Un destacat periodista conegut pel seu gran interès en casos criminals d'alt perfil. En escriure per a Vanity Fair, Dunne es converteix en una veu clau en la formació de la percepció pública de la història dels germans.

### Secundaris
- Dr. Jerome Oziel interpretat per Dallas Roberts: El psicòleg d'Erik, a qui li confessa els assassinats.
- Judalon Smyth interpretada per Leslie Grossman: Una expacient i amant del Dr. Jerome Oziel, que finalment exerceix un paper clau en els arrestos de Lyle i Erik.
- Jamie Pisarcik interpretada per Jade Pettyjohn: exnòvia de Lyle Menéndez.
- Detective Les Zoeller interpretat per Jason Butler Harner.
- Carlos Baralt interpretat per Enrique Murciano.
- Tim Rutten interpretat per Michael Gladis.
- Detective Tom Linehan interpretat per Drew Powell.
- Craig Cignarelli interpretat per Charlie Hall.
- Peter Hoffman interpretat per Jeff Perry.
- Tony interpretat per Brandon Santana.
- Dra. Laurel Oziel interpretada per Tessa Auberjonois.
- Perry Berman interpretat per Tanner Stine.
- Brian Andersen interpretat per Larry Clarke.
- Marta Cano interpretada per Marlene Forte.
- Dr. William Vicary interpretat per Gil Ozeri.

## Producció

### Desenvolupament
Monster va ser inicialment ordenada com una sèrie limitada basada en l'assassí serial Jeffrey Dahmer. El 7 de novembre de 2022, Netflix va anunciar que havia estat renovada com una sèrie antològica basada en assassins convictes famosos. L'1 de maig de 2023 es va confirmar que la segona temporada, titulada Monsters, se centrarà en Lyle i Erik Menéndez, dos germans que van ser condemnats pels assassinats dels seus pares en 1989 en BeverlyHills, Califòrnia.

### Casting
El 29 de juny de 2023, Deadline va informar que Cooper Koch i Nicholas Alexander Chavez van ser triats per a interpretar a Erik i Lyle Menéndez, respectivament. El 15 de gener de 2024, es va anunciar que Javier Bardem i Chloë Sevignys'havien unit al repartiment com José i Kitty, respectivament. Aquest mateix dia, Nathan Lane va ser triat per a interpretar a Dominick Dunne. L'1 de febrer de 2024, Ari Graynor es va unir com Leslie Abramson. Leslie Grossman es va agregar aquest mateix mes com Judalon Smyth.

### Rodatge i Estrena
Inicialment, la producció de la temporada estava prevista per a setembre de 2023, però es va haver de posposar a causa de les vagues de SAG-AFTRA i WAG. La fotografia principal es va dur a terme durant el març i juliol 2024 a Los Angeles, Califòrnia.
Finalment, es va estrenar el 19 de setembre de 2024 a Netflix sota el nom de Monsters: The Lyle and Erik Menendez Story.

### Música
Julia i Thomas Newman van compondre la banda sonora original. L'àlbum oficial de la banda sonora es va publicar en diverses plataformes de streaming el 13 de setembre de 2024, abans de l'estrena de la temporada.
D'altra banda, en aquesta producció també es pot escoltar música molt identificativa dels anys 80 i 90, tal com Blame It On The Rain i I'm Gonna Miss You de Milli Vanilli, Dirty Cash (Money Talks) de The Adventures of Stevie V, entre d'altres. Aquestes cançons les utilizen com música diegètica, ja que forma part de l'acció narrativa, com en el cas de Blame It On The Rain; i com música no-diegètica, perquè no pertany a l'escena, com en el cas de I'm Gonna Miss You.

## Controvèrsia
La temporada va rebre crítiques per la seva representació incestuosa dels germans Menéndez. Escrivint per a Vulture, Jen Chaney assenyala «[les] escenes d'ells ballant provocativament en festes i sent enxampats dutxant-se junts» que «fan que l'escena del voleibol en Top Gun sembli subtil en comparació.». Això es posa encara més de relleu en una escena en la qual els germans comparteixen un breu petó, que Nicole Vassell de Glamur descriu com «un afegit xocant a una història que ja és difícil de digerir.» Els espectadors també l'han acusat de sensacionalitzar l'abús dels germans i convertir-lo en una «relació incestuosa fictícia.»
L'expert en judicis i periodista Robert Rand, autor de «Els assassinats de Menéndez», va ratllar les acusacions d'incest de «fantasia» i va assenyalar que no hi havia proves creïbles que recolzessin tals afirmacions. Va explicar que encara que van circular alguns rumors durant el judici, no tenien fonament, i que la sèrie va distorsionar la relació dels germans per a aconseguir un efecte dramàtic. En resposta, Murphy va defensar el retrat incestuós com una «obligació per als narradors», afirmant que «el que la sèrie està fent és presentar els punts de vista i les teories de tantes persones que van estar involucrades en el cas». Dominick Dunne va escriure diversos articles parlant d'aquesta teoria.".